# Bound on the Wheel
Bound on the Wheel er en amerikansk stumfilm fra 1915 af Joe De Grasse.

## Medvirkende
- Elsie Jane Wilson som Cora Gertz
- Lon Chaney som Tom Coulahan
- Lydia Yeamans Titus som Mrs. Coulahan
- Arthur Shirley som Hans
- George Berrell